# Rajmund Marcin Soriano
Rajmund Marcin Soriano, Ramón Marti Soriano (ur. 7 października 1902 w Burjassot, zm. 27 sierpnia 1936) – hiszpański błogosławiony Kościoła katolickiego.

## Życiorys
W 1925 roku otrzymał święcenia kapłańskie, następnie administrował parafię w Vallada. W dniu 18 lipca 1936 roku w czasie wojny domowej w Hiszpanii przebywał w domu swojej siostry, jednak 27 sierpnia 1936 roku do domu przyszło czterech bojowników. Wówczas pożegnał się z rodziną i został przewieziony do komitetu. Zginął przy drodze wiodącej z Godella do Bétera tego samego dnia.
Jest jedną z ofiar antykatolickich prześladowań religijnych okresu wojny domowej w Hiszpanii.
Rajmunda Marcina Soriano beatyfikował Jan Paweł II w dniu 11 marca 2001 roku jako męczennika zamordowanego z nienawiści do wiary (łac. odium fidei) w grupie 232 towarzyszy Józefa Aparicio Sanza.